# 趙煥
趙煥（1542年—1619年），原名趙宦，字文光，號吉亭，山東掖縣人。明朝政治人物，萬曆年間吏部尚書。

## 生平
明世宗嘉靖四十三年（1564年）甲子科山东乡试五十二名，四十四年（1565年）乙丑科会试六十三名，廷试三甲九十一名進士，兵部观政，本年任烏程縣知縣，隆慶二年（1568年）升工部主事，五年改任河南道御史，六年差巡按陕西茶马。万历元年（1573年）养病。三年復除江西道御史，巡按河南，四年监臨河南鄉試。五年回道管事，十二月巡视京营，七年京畿道刷卷，监試顺天乡试，次年监殿试，八年闰四月升任順天府丞，十年十二月升大理寺左少卿，十一年二月升南京右佥都御史、提督操江。十三年四月改任都察院左佥都御史、协理院事，十四年二月署掌院篆，同年升工部右侍郎，十五年三月改吏部右侍郎，十六年十月升本部左侍郎，十七年七月以疾乞归，回籍调理。
万历二十一年（1593年）五月起为南京都察院右都御史，九月称亲老乞休，以兄巡抚辽东右佥都御史趙燿回乡奉親。十一月升刑部尚书。二十三年四月以疾乞休，准驰驿回籍。
万历二十六年（1598年）八月起为南京都察院右都御史，二十七年五月改任南京吏部尚書，赍捧回籍，十二月以疾乞休，不允。
万历三十三年（1605年）十二月起为工部尚書，以亲老乞在籍侍养，许之。
後家居十六年，万历三十九年（1611年）四月再次召拜為刑部尚書，四十年二月署掌吏部尚書印信，八月改任吏部尚書。時明神宗怠於政事，曹署多空，「六卿止一煥在」。趙煥多次上疏要求增補官員，神宗皆“留中不報”。趙煥請求去職還鄉，神宗又優詔撫慰挽留。九月，趙煥請求去職還鄉，神宗仍下詔挽留。給事中李成名劾趙煥「黨同伐異」，趙煥於是稱疾不出。逾月終於請辭成功。
萬曆四十六年（1618年）六月，起赵焕为吏部尚书，铨印暂付侍郎史继偕署掌，十一月赴任，四十七年（1619年）七月，遼東事起，薩爾滸之戰大敗，死四萬餘人，開原、鐵嶺淪陷，北京震動。趙煥親率群臣至文華門，「九卿伏闕」，堅請神宗急發兵餉。直到傍晚，神宗才遣太監傳旨：「退。」然軍機要務仍廢置如故。
趙煥再次上疏：「他日薊門蹂躪，敵人叩閽，陛下能高枕深宮稱疾謝卻之乎！」此語竟為神宗所惡。其部屬滿考升遷，趙煥上疏請准，神宗又不理睬。十一月初二日，趙煥「鬱鬱卒」，享年七十八。明熹宗天啟初，追贈太子太保。

## 家族
曾祖趙秀。祖趙惠，義官、累赠南吏部尚書。父趙孟（1507年-1603年），字晋臣，號西垣，洧川教谕、累封南吏部尚書。前母张氏，贈恭人；母孫氏，累封夫人。兄趙燿（佥都、巡抚）、弟趙燦（癸酉举人）。
| 官衔        | 官衔                                 | 官衔          |
| ----------- | ------------------------------------ | ------------- |
| 前任： 李橡 | 明朝乌程县知县 嘉靖四十四年-隆慶二年 | 繼任： 叢文蔚 |

## 延伸阅读
[在维基数据编辑]
 《明史卷二百二十五》，出自《明史》